# Liste des prisons de Paris sous la Révolution
 (mai 2009).
Si vous disposez d'ouvrages ou d'articles de référence ou si vous connaissez des sites web de qualité traitant du thème abordé ici, merci de compléter l'article en donnant les références utiles à sa vérifiabilité et en les liant à la section « Notes et références ».

## Rôle des prisons
Il y a une différence profonde entre les conceptions de l'Ancien Régime et celle de la Révolution quant au rôle des prisons.
L'emprisonnement est considéré avant 1789 comme une mesure de sûreté publique, pour mettre hors de nuire un individu, ou une situation provisoire en avant le jugement ou dans l'attente de l'exécution de la sentence, rarement comme un acte punitif pratiqué plus généralement sous forme d'amendes, de châtiments corporels ou de travaux forcés. Les exceptions portent sur les condamnations prononcées par les tribunaux ecclésiastiques et l'emprisonnement de femmes en remplacement de la peine de galères qui ne pouvait leur être appliquée.
Les constituants considèrent, au contraire, la prison comme une forme de punition.
En 1791, on distingue :
- des prisons pour prévenus non encore jugés (maisons d'arrêt) ;
- des prisons pour condamnés (maisons de force, de correction, bagne).

En pratique la multiplication des arrestations ne permet pas cette distinction. La dizaine de prisons parisiennes de 1789 se trouve portée à une cinquantaine en 1793.

## Conditions de vie
Au plus fort de la Terreur, la population carcérale atteint un pic à Paris avec 7140 détenus dénombrés d'après les états publiés par la police.
Les conditions de vie des prisonniers variaient énormément d'un lieu de détention à l'autre. Il y eut des épidémies dans les prisons les plus mal tenues.

## Arrestations
Les arrestations, souvent décrétées par le Comité de Sûreté Générale, étaient relayées par les douze policiers chargés de Paris. Le Comité avait aussi ses propres agents, dont le plus célèbre fut Dossonville.

## Insolite
Quelque 1153 prisonniers durent leur salut à Charles de La Bussière, employé du bureau de police du Comité de salut public, qui passait ses nuits à détruire les dossiers d'accusation des suspects incarcérés.

## Liste des établissements

### Prisons de l'ancien régime
Il y avait seize prisons à Paris à cette époque :
- la prison de l'Abbaye, ancienne prison de l'abbaye de Saint-Germain-des-Prés et prison militaire sous l'Ancien Régime ;
- la prison des Carmes ou prison du couvent des Carmes où sont détenus plus particulièrement les prêtres réfractaires ;
- la Conciergerie, la plus ancienne des prisons, antichambre de la guillotine ;
- le collège du Plessis ;
- le couvent des Anglaises (Bénédictines anglaises du Champ-de-l'Alouette) ;
- le couvent des Filles-Anglaises des fossés Saint-Victor ;
- la prison des Madelonnettes, ancien couvent ;
- la prison de la Force, divisée en 2 :
  - la Grande Force pour les hommes ;
  - la Petite Force pour les femmes ;
- l'Hospice de l'Évêché ;
- la prison du Luxembourg ;
- la prison de Port Libre, ex-Abbaye de Port-Royal ;
- la prison Sainte-Pélagie, ancien couvent ;
- la prison Saint-Lazare, ancien hôpital pour lépreux ;
- la chambre d'arrêt de la mairie ;
- la maison d'arrêt de la rue de Sèvres, ancien hospice ;
- l'hôpital de la Salpêtrière, transformé en prison ;
- l'hôpital de Bicêtre, transformé en prison ;
- la prison du Grand-Châtelet, réservé aux criminels de droit commun ;
- le Temple qui servit de prison à Louis XVI et à la famille royale.

### Hôtels particuliers et maisons de santé transformés en prisons
- la pension Belhomme ;
- Chez Coignard, à Picpus,
- Le collège des Bernardins, no 20 rue de Poissy
- L'ancienne folie de Ninon de Lenclos située à l'emplacement de l'actuel no 12 rue de Picpus (agrandi du couvent de Picpus sous la Terreur)
- La maison Blanchard à Picpus ;
- chez Desnos et Montprin, 1466 rue Notre-Dame-des-Champs ;
- la maison de santé Mahay, 17 (ou 13?) rue du Chemin-Vert ;
- la Folie-Regnault, 3 rue de la Folie-Regnault, section de Popincourt ;
- chez le docteur de La Chapelle, rue Saint-Maur ;
- chez le docteur Lemoine, rue des Amandiers ;
- l'ancienne maison de santé installée dans le château Charolais transformée en maison d'arrêt par le comité de la section du Faubourg-Montmartre ;
- chez Picquenot, 48 faubourg Saint-Antoine, quartier de Bercy ;
- rue des Lions-Saint-Paul, 12 désaffectée le 5 brumaire an III ;
- l'hôtel de Dreneuc, rue de Provence
- l'ancien hôtel de Talaru (appartenant avant la Révolution au marquis César Marie de Talaru, Premier maître d'hôtel de la Reine), rue de Richelieu ;
- le couvent des oiseaux, 83 rue de Sèvres.

## Recensements
Plusieurs recensements des prisonniers des prisons de Paris eurent lieu à la demande de la Convention nationale, notamment :
- le 6 juin 1793, on en comptait :
  - 322 à la Conciergerie ;
  - 354 à la Grande-Force ;
  - 129 à la Petite-Force ;
  - 118 à Sainte-Pélagie ;
  - 57 à Madelonnettes ;
  - 80 à l'Abbaye ;
  - 228 à Bicêtre ;
  - 22 en état d'arrestation à la mairie.

Soit au total 1310 prisonniers.

- le 6 juillet 1793, ils étaient :
  - 311 à la Conciergerie ;
  - 318 à la Grande-Force ;
  - 103 à la Petite-Force ;
  - 128 à Sainte-Pélagie ;
  - 92 à Madelonnettes ;
  - 65 à l'Abbaye ;
  - 194 à Bicêtre ;
  - 51 à la Salpêtrière ;
  - 41 en Chambres d'arrêt, à la mairie.

Soit au total 1303 prisonniers.

- le 6 août 1793, ils étaient :
  - 294 à la Conciergerie ;
  - 402 à la Grande-Force, dont 83 militaires ;
  - 145 à la Petite-Force ;
  - 113 à Sainte-Pélagie ;
  - 76 à Madelonnettes ;
  - 81 à l'Abbaye, dont 11 militaires et 5 otages ;
  - 323 à Bicêtre ;
  - 69 à la Salpêtrière ;
  - 6 au Luxembourg ;
  - 46 en Chambres d'arrêt, à la mairie.

Soit au total 1555 prisonniers.

## Sources
- Archives parlementaires de 1787 à 1860 : recueil complet des débats législatifs et politiques des Chambres françaises. Première série, 1787 à 1799. Tomes LXVI, LXVII et LXX